# 1436 Salonta
Salonta (asteróide 1436) é um asteróide da cintura principal com um diâmetro de 62,9 quilómetros, a 2,9311827 UA. Possui uma excentricidade de 0,0680071 e um período orbital de 2 037,21 dias (5,58 anos).
Salonta tem uma velocidade orbital média de 16,79490703 km/s e uma inclinação de 13,89463º.
Esse asteróide foi descoberto em 11 de Dezembro de 1936 por György Kulin.